# Ann Voskamp
Ann Morton Voskamp (* 10. August 1973 in Listowel, Ontario, Kanada) ist eine kanadische Psychologin, Farmerin, Familienfrau und geistliche Schriftstellerin mit mennonitischem Hintergrund. Ihr erstes Buch One thousand gifts (deutsch: Tausend Geschenke), das 2011 erschien, war 60 Wochen auf der New-York-Times-Bestsellerliste und wurde über eine Million Mal verkauft und in 20 Sprachen übersetzt.

## Leben und Wirken
Voskamp wuchs in einer Farmerfamilie in Listowel in der Gemeinde North Perth im Süden Ontarios auf. Als sie ein vierjähriges Mädchen war, wurde ihre jüngere Schwester Aimee vor dem eigenen Haus von einem Lieferwagen überfahren und war dort gestorben, was die ganze Familie traumatisiert hatte. Mit 17 Jahren begann sie, sich in die Arme zu schneiden, um ihren Schmerz und Selbsthass vermeintlich abfließen zu lassen. Mit 20 Jahren hatte sie eine erste Panikattacke, die sich in Platzangst zeigte. Sie studierte Psychologie in Toronto.
Auf ihrem Blog www.aholyexperience.com schreibt und reflektiert sie über Lebenserfahrungen und Alltagserlebnisse, was weltweite Beachtung findet. Sie hat ein großes soziales Anliegen und ist Botschafterin des christlichen Hilfswerks Compassion International.

## Privates
Voskamp ist verheiratet mit Darryl und Mutter von sechs eigenen und einem Adoptivkind. Gemeinsam mit ihrer Familie lebt und arbeitet sie auf einer Farm in North Perth im Südwesten Ontarios. Sie hat ihre Kinder Zuhause unterrichtet.

## Tausend Geschenke
In ihrem 2011 erschienenen 272-seitigen Buch erklärt und illustriert Voskamp bedeutende neutestamentliche griechische Begriffe. Das Wort eucharisteo, was Dankbarkeit und Abendmahl bedeutet, nimmt viel Raum ein. Sie zeigt auf, dass christlicher Glaube vor allem aus Dankbarkeit und Vertrauen gegenüber Gott besteht, woraus viel Lebensfreude erwachsen kann. Deshalb hat sie sich auch eine Liste mit tausend Geschenken angelegt, das sind Dinge und Situationen, die sie bewusst und dankbar wahrgenommen hat. Das sei auch eine gute Übung im Umgang mit ihren Kindern gewesen, damit sie selbst ein Lernende in Beziehungen geblieben sei. Denn Beziehungen leben auch von Vorschussvertrauen, Offenheit und Spontaneität; fixe Vorstellungen und Erwartungen dagegen wirken zerstörisch auf sie ein. Unsere Vorstellungen insgesamt werden nicht erfüllt und unsere Persönlichkeit muss „gebrochen werden“, um von Gott Segen zu empfangen und weitergeben zu können. Dem entspricht das Bild des Weizenkorns, das in die Erde fällt und „stirbt“ und erst danach wachse und neue Frucht bringe.

## Durch meine Risse scheint dein Licht
Auch im zweiten, 2016 erschienen und 320-seitigen Buch gibt Voskamp Definitionen und Beispiele für griechischen Begriffe wie chara, koinonia und stegos. Sie stehen alle für tiefe Gemeinschaft und erfülltes Leben. Das wenig bekannte Wort stegos bedeutet Dach, Zufluchtsort und ertragen. Unter solchen Verhältnissen wachsen Mitempfinden und Mittrauern, so dass menschliche Wunden und Narben gezeigt werden können. Von Gott geliebte Menschen lassen sich nicht mehr von menschlichen Leistungen beeindrucken, sondern vielmehr von den Nöten der Menschen bewegen. Sie werden so zu Wegbereitern, Friedensstiftern und Freiheitskämpfer. Aus eigener, teilweise bitterer Erfahrung weiß Voskamp, dass auch negative Gefühle wirklich durchlebt, nicht geleugnet und verdrängt werden dürfen, bevor man sie an Gott abgeben kann. Daher haben Tränen, die Gebete bewässern oder Lobpreis ausdrücken, immer ihre Berechtigung. Gott sein klagendes Herz auszuschütten sei leider eine unterschätzte und gar vergessene Lebenskunst geworden. Die Welt wurde von Gott aus Liebe und für die Liebe geschaffen und sei deshalb so verletzlich, zerbrechlich und voller Leid. Denn eine tiefe innere Lebenssättigung könne nur geschehen, wenn ich zuerst „gebrochen“ werde, selbst Erfahrungen des Zerbruchs und der Kapitulation mache. Eine Gemeinschaft entfalte ihre heilsame Wirkung nicht durch unsere Stärke, sondern durch unseren Zerbruch. Wenn wir andern Menschen keinen Zutritt zu unserem Leiden gewähren, könne keine enge Gemeinschaft entstehen. Koinonia (deutsch: Gemeinschaft) wachse da, wo man gemeinsam leide und die Zerbrochenheit dadurch ihre Macht verliere. Daher empfiehlt Voskamp mitleiden, Barmherzigkeit und Hingabe als praktische, konkrete Antworten auf das Leid in der Welt.

## Schriften (in amerikanischem Englisch)
- A Childs Geography Explore His Earth, Knowledge Quest, 2008
- One Thousand Gifts, Zondervan, Grand Rapids 2011
- Selections from One Thousand Gifts, Zondervan, Grand Rapids 2012
- The Greatest Gifts, Tyndale, 2013
- Unwrapping the Greatest Gift – A Family Celebration of Christmas, Tyndale, 2014
- The Broken Way – Daring Path into the Abundant Life, Zondervan, Grand Rapids 2016

### Deutsche Übersetzungen
- Tausend Geschenke. Eine Einladung, die Fülle des Lebens mit offenen Armen zu empfangen, Gerth Asslar 2014, ISBN 978-3-86591-795-9 (Original: One thousand gifts)
- Durch meine Risse scheint dein Licht. Inmitten der Zerbrochenheit erfülltes Leben finden, Gerth, Asslar 2018, ISBN 978-3-95734-248-5 (Original: The Broken Way: A Daring Path into the Abundant Life)
- mit Davis Majors: Katie – Hoffnung gibt nicht auf, Gerth Asslar 2018